# 754 v.Chr.
Het jaar 754 v.Chr. is een jaartal volgens de christelijke jaartelling.

## Overleden
- Rudamon, farao van Egypte